# کلان‌شهر تهران
کلان‌شهر تهران یا تهران بزرگ بزرگ‌ترین کلان‌شهر ایران، دومین کلانشهر بزرگ خاورمیانه پس از قاهره و یکی از پر جمعیت‌ترین کلان‌شهرهای جهان است. این منطقه بخش قابل توجهی از استان تهران را در بر می‌گیرد. شهرهای تهران، تجریش، ری، اسلامشهر، شهریار و شماری شهرک‌های کوچک دیگر در این منطقه قرار دارند. بر مبنای آخرین داده‌های جغرافیایی، کلان‌شهر تهران بزرگ در بیشترین حالت ۱۵۰ کیلومتر درازا دارد که از لحاظ شهرهای آسیای جنوبی، شمالی و مرکزی بسیار بزرگ محسوب می‌شود. کلان‌شهر تهران دارای رشد سریع جمعیت بوده و این موضوع به همراه خود مشکلاتی داشته‌است؛ آلودگی هوا، ترافیک، کمبود فضای آموزشی، کمبود برخی نیروهای متخصص و کمبود تخت بیمارستانی از این دسته مشکلات هستند. این کلان‌شهر همچنین با مشکلات حاشیه‌نشینی روبرو است و مهم‌ترین دلایل گسترش آن در کلان‌شهر تهران، به‌ترتیب اهمیت، ضعف ساختار اقتصادی، ضعف نظام برنامه‌ریزی و مدیریت شهری، نبود هدایت و حمایت دولتی، رخدادهای سیاسی، بلایای طبیعی و رخدادهای اجتماعی هستند.

## ترابری

### هواپیمایی

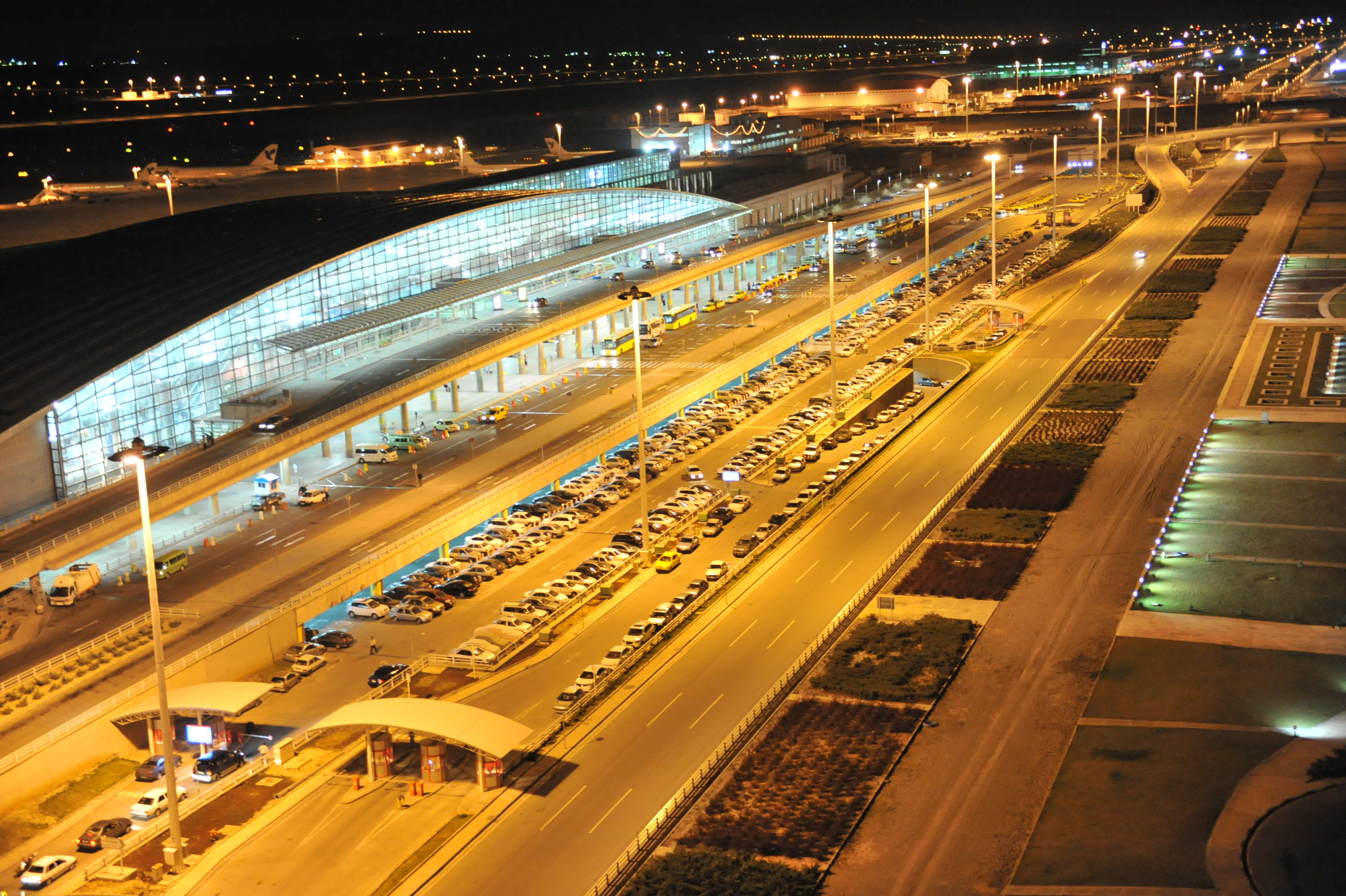
فرودگاه امام خمینی؛ فرودگاه بین‌المللی اصلی کلان‌شهر تهران

کلان‌شهر تهران دارای سه فرودگاه بین‌المللی است. فرودگاه بین‌المللی مهرآباد که در سال ۱۳۱۷ تأسیس شد، در بخش غربی تهران قرار دارد و نام آن از روستای مهرآباد که پیشتر در آن منطقه وجود داشت، گرفته شده‌است.بر اساس آمار اردیبهشت ۱۳۹۷، فرودگاه مهرآباد بیشترین عملکرد را میان فرودگاه‌های ایران داشت؛ همچنین تا همین زمان، این فرودگاه بیش از ۳۰ درصد از پروازهای ایران را به خود اختصاص داده بود.فرودگاه بین‌المللی امام خمینی نیز در ۳۰ کیلومتری جنوب غربی تهران و در زمینی به وسعت ۱۴ هزار هکتار ساخته شده‌است. پیشنهاد ساخت این فرودگاه در سال ۱۳۴۶ از سوی ایکائو داده شد و گشایش اولیهٔ آن نیز در سال ۱۳۸۳ انجام شد. این فرودگاه بر اساس آمار آبان ۱۳۹۶، بیشترین سهم را از پروازهای خارجی در میان فرودگاه‌های ایران داشته‌است.

### راه‌آهن و مترو

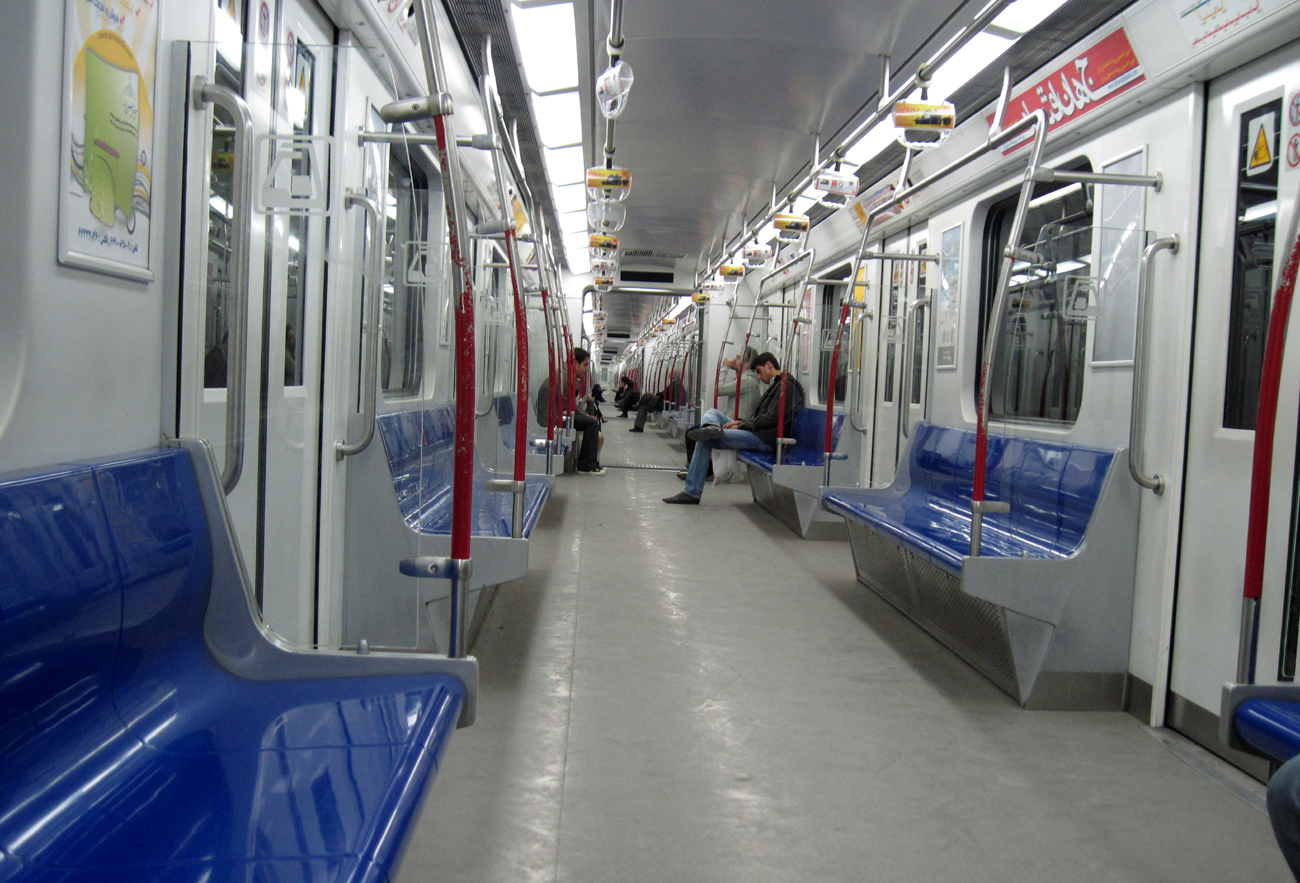
نمایی از درون یکی از واگن‌های متروی تهران

در سال ۱۲۶۱، یک خط آهن با تقریباً ۸ کیلومتر طول و عرض ۱۰۰۰ میلی‌متر، از تهران به شهر ری کشیده شد و مدتی بعد، امتیاز آن به یک شرکت بلژیکی واگذار شد. نخستین کلنگ ساختمان ایستگاه راه‌آهن تهران در ۲۳ مهر ۱۳۰۶، با اختصاص زمینی به مساحت ۱۷۴ هکتار، به زمین زده شد. بنای این ایستگاه را یک مهندس اوکراینی طراحی کرد و در سال ۱۳۷۹ در فهرست آثار ملی ایران به ثبت رسید. متروی تهران و کرج، به ویژه خط ۵ متروی تهران دارای نقش مهمی در ترابری کلان‌شهر تهران هستند. بر اساس آمار سال ۱۳۹۵، متروی تهران روزانه ۳ میلیون و ۸۰۰ هزار مسافر را جابه‌جا می‌کند.همچنین در پایان همین سال، شمار سفرهای انجام شده با متروی تهران از مرز هفت میلیارد گذشت. خط ۳ متروی تهران نیز طولانی‌ترین خط متروی این شهر است.

## مشکلات

### حاشیه‌نشینی
در دهه‌های گذشته حاشیه‌نشینی در ایران شدت یافته‌است. حاشیه‌نشینان پیرامون کلان‌شهرهای ایران در حال افزایش‌اند و معمولاً از کمترین امکانات مورد نیاز برای زندگی محروم هستند. به باور آسیب‌شناسان اجتماعی، در مناطق حاشیه‌نشین، ناهنجاری‌های اجتماعی بیشتر بروز می‌کنند. کلان‌شهر تهران نیز به عنوان بزرگ‌ترین کلان‌شهر ایران، درگیر مشکلات حاشیه‌نشینی شده‌است. پژوهشی که در این زمینه انجام شده‌است، گویای این است که مهم‌ترین دلایل گسترش حاشیه‌نشینی در کلان‌شهر تهران به ترتیب اهمیت، ضعف ساختار اقتصادی، ضعف نظام برنامه‌ریزی و مدیریت شهری، نبود هدایت و حمایت دولتی، رخدادهای سیاسی، بلایای طبیعی و رخدادهای اجتماعی است. حاشیه‌نشینی در پایتخت ایران نیز در حال افزایش است و با اعلام مسئولان شورای اسلامی شهر تهران، بیش از ۲۰ درصد از جمعیت تهران به گونه‌ای حاشیه‌نشین هستند و در استان تهران نیز پاکدشت، احمدآباد و قیامدشت، دارای بیشترین جمعیت حاشیه‌نشین بوده‌اند.